# Абсайм (кантон)
Абса́йм (фр. Habsheim) — упразднённый кантон во Франции, в департаменте Верхний Рейн в регионе Эльзас в округе Мюлуз.
До реформы 2015 года в состав кантона административно входили 5 коммун:
| Код INSEE | Коммуна     | Французское название | Площадь, км² | Население, чел. (2012) |
| --------- | ----------- | -------------------- | ------------ | ---------------------- |
| 68084     | Эшенсвиллер | Eschentzwiller       | 3,19         | 1499                   |
| 68118     | Абсем       | Habsheim             | 15,63        | 4944                   |
| 68271     | Ридисем     | Riedisheim           | 6,96         | 12012                  |
| 68278     | Риксайм     | Rixheim              | 19,53        | 13632                  |
| 68386     | Зиммерсайм  | Zimmersheim          | 3,15         | 1114                   |

По закону от 17 мая 2013 и декрету от 21 февраля 2014 года количество кантонов в департаменте Верхний Рейн уменьшилось с 31 до 17. Новое территориальное деление департаментов на кантоны вступило в силу во время выборов 2015 года. После реформы кантон был упразднён. Коммуны переданы в состав вновь созданных кантонов Брёнстат (Зиммерсайм, Эшенсвиллер) и Риксайм (Абсайм, Ридисем, Риксайм).

## Консулы кантона
| Период      | Консул             | Должность                       |
| ----------- | ------------------ | ------------------------------- |
| 1951 — 1958 | Paul Kieny         | Мэр коммуны Ридисем (1945—1971) |
| 1958 — 1979 | Henri Ulrich       |                                 |
| 1979 — 1982 | Jean-Jacques Weber |                                 |
| 1982 — 1992 | Pierre Lucas       | Мэр коммуны Ридисем (1971—1989) |
| 1992 — 2015 | Charles Buttner    | Мэр коммуны Ридисем (1989—2004) |